# Federaal Leger

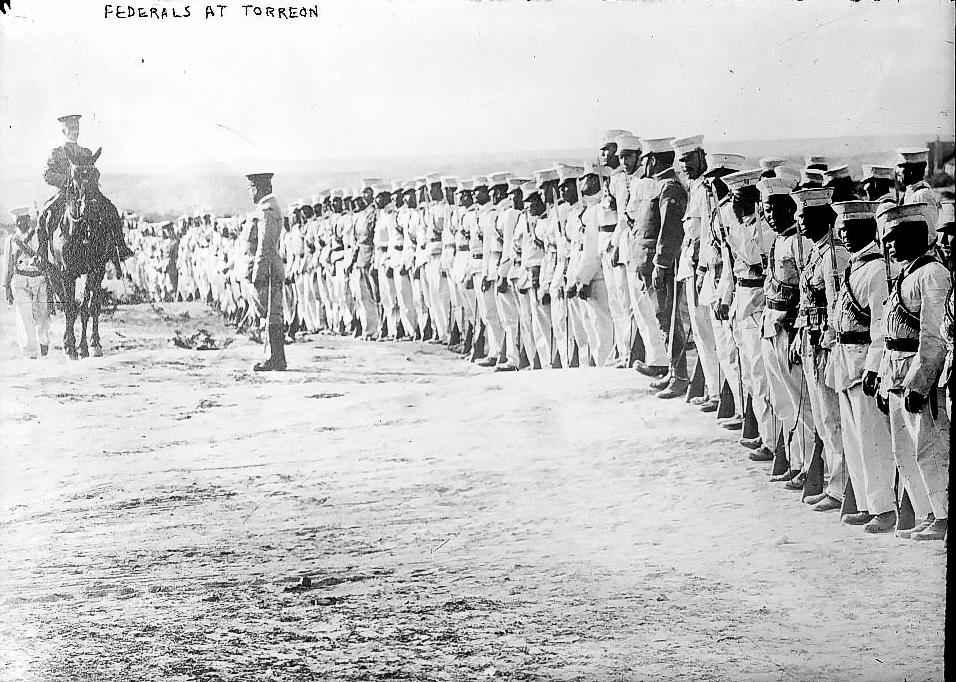
Federale militairen bij Torreón

Het Federale Leger (Spaans: ejercito federal) beter bekend als de Federalen (Spaans: federales) was de naam van het Mexicaanse Leger tot 1914. De naam wordt echter vooral geassocieerd met de dictatuur van Victoriano Huerta (1913-1914) uit de periode van de Mexicaanse Revolutie.
Tijdens de staatsgreep van Huerta in februari 1914 bestond het leger uit 40.000 tot 70.000 man, waarvan een groot deel rurales en militie. Dit was minder dan de wettelijk voorgeschreven 80.000, en niet genoeg om het Constitutionalistische Leger van Venustiano Carranza, dat zich verzette tegen Huerta, in toom te kunnen houden. Huerta's regering deed er alles aan om het aantal soldaten te verhogen. Hij voerde een loonsverhoging van 50% door en verplichtte mensen zich aan te sluiten bij het leger. Het kwam zelfs voor dat Federalen wachtten voor kerken of bioscopen, waarna ze na afloop van de dienst of voorstelling alle mannen die naar buiten kwamen inlijfden. Verder stond het leiderschap bekend als corrupt, en waren er zelfs officieren die wapens verkochten aan de vijand. Door dit alles was het aantal deserties bijzonder hoog.
Huerta poogde het federale leger te modelleren naar dat van het Duitse Keizerrijk. Zijn leger maakte gebruik van Duitse wapens en uniformen in Duitse stijl. Hij poogde de samenleving naar Pruisisch model te militariseren, onder andere door scholieren en ambtenaren in uniformen te steken en militaire oefeningen op zondag verplicht te stellen. Ook stuurde hij een aantal militairen naar Duitsland om onderwezen te worden in krijgskunde en onderzoek te doen naar de militaire mogelijkheden van vliegtuigen.
Ondanks een aantal aanvankelijk successen, waaronder het overlopen van de rebellen Benjamin Argumedo, Cheche Campos en Pascual Orozco naar de federalen, was het leger geen partij voor de revolutionairen. Begin 1914 werd het leger in een aantal grote slagen verslagen en in juli van dat jaar ontluchtte Huerta het land. Het leger werd ontbonden op 13 augustus 1914. Vanwege de impopulareit van de federalen kreeg het nieuwe leger een andere naam. De federalen vervullen vandaag de dag nog steeds de rol van slechteriken in mening verhaal, lied of film over de Mexicaanse Revolutie.